# Campionati europei di ciclismo su strada 2021 - Cronometro maschile Junior
La cronometro maschile Junior dei Campionati europei di ciclismo su strada 2021, diciassettesima edizione della prova, si disputò l'8 settembre 2021 su un percorso di 22,4 km con partenza ed arrivo a Trento, in Italia. La medaglia d'oro fu appannaggio del belga Alec Segaert, il quale completò il percorso con il tempo di 26'26"61, alla media di 50,83 km/h; l'argento andò all'altro belga Cian Uijtdebroeks e bronzo al francese Eddy Le Huitouze.
Partenza con 52 ciclisti, dei quali tutti completarono la gara.

## Ordine d'arrivo (Top 10)
| Pos. | Corridore           | Squadra  | Tempo    |
| ---- | ------------------- | -------- | -------- |
| 1    | Alec Segaert        | Belgio   | 26'26"61 |
| 2    | Cian Uijtdebroeks   | Belgio   | a 5"     |
| 3    | Eddy Le Huitouze    | Francia  | a 40"    |
| 4    | Darren Rafferty     | Irlanda  | a 42"    |
| 5    | Samuele Bonetto     | Italia   | a 43"    |
| 6    | Per Strand Hagenes  | Norvegia | a 50"    |
| 7    | Kacper Gieryk       | Polonia  | a 52"    |
| 8    | Emil Herzog         | Germania | a 55"    |
| 9    | Mateusz Gajdulewicz | Polonia  | a 1'05"  |
| 10   | Moritz Kärsten      | Germania | a 1'07"  |